# 所感
| ウィキペディアには「所感」という見出しの百科事典記事はありません（タイトルに「所感」を含むページの一覧/「所感」で始まるページの一覧）。 代わりにウィクショナリーのページ「所感」が役に立つかもしれません。 |